# أمة البروزاك (كتاب)
أمة البروزاك (بالإنجليزية: Prozac Nation)‏عنوان فرعي Young and Depressed in America: A Memoir هو سيرة ذاتية نُشرت عام 1994 كُتبت بواسطة Elizabeth Wurtzel ، وفيها تصف المؤلفة تجربتها مع الاكتئاب .
الكتاب تحول فيما بعد إلى فيلم مستقل يحمل نفس الاسم . اسم الكتاب مستوحى من دواء فلوكسيتين وهو مضاد للاكتئاب تصنعه شركة Eli Lilly والذي قد وصف للإليزابيث .

## وصلات خارجية
- Experts Of reviews .
- Release Me مقالة بتاريخ يوليو 2004 في الغارديان .
- صفحة الفيلم على موقع IMDB .